# خفاش طنان
الخفاش الطنان (الاسم العلمي: Craseonycteris thonglongyai)، وهي نوع من الخفافيش الغير محصنة والوحيد الموجود من أعضاء فصيلة (Craseonycteridae). وتكثر في غرب تايلاند وجنوب شرق بورما، حيث تعيش في الكهوف الجيرية على ضفاف الأنهار.